# Александър Пусен
Александър Пусен (на френски: Alexandre Poussin) е френски пътешественик и писател. Най-известен е с пътуването си пеша през цяла Африка.

## Биография
Първото му пътуване, със съпругата му Соня Пусен, е с велосипеди през 1993-1994 г., като преминават през 35 страни и са с бюджет от само 1000 долара. Описват го в първата си книга „On a roulé sur la terre“ издадена през 1996 г.
През 1997 г. правят голям преход през Хималаите, от Бутан до Таджикистан. С приятелят им Силвен Тесон изминават без прекъсване 5000 km пеша, за шест месеца, за да обиколят всички загубени долини и царства: Бутан, Сиким, Кумбу, Ролуолинг, Манаслу, Мустанг, Долпо, Хумла, Нгари, Тибет, Ладак, Занскар, Кашмир, Афганистан, Таджикистан. Пътуването им е документирано в книгата им „Да прекосиш Хималаите“ (Вакон, 2012). Водят и предаване по националната телевизия.
В следващия преход изминават 14 000 km за три години и три месеца, като стават първите хора преминали пеша Африка от нос Добра Надежда до Тивериадското езеро. Пътуването им е представено в двата тома на „Да прекосиш Африка“ (Вакон, 2006). Сниман е и филм със заглавие „Аfrika Trek“.
Соня и Александър Пусен гостуват в България през 2012 г..